# Absenta
|  | Aquest article tracta sobre la beguda. Si cerqueu la planta, vegeu «Artemisia absinthium». |

L'absenta és una beguda alcohòlica destil·lada a partir d'una licor macerada amb herbes, principalment donzell (Artemisia absinthium), anís verd, melissa i fonoll. Té un gust similar al licor d'anís i acostuma a tenir un grau d'alcohol molt elevat.

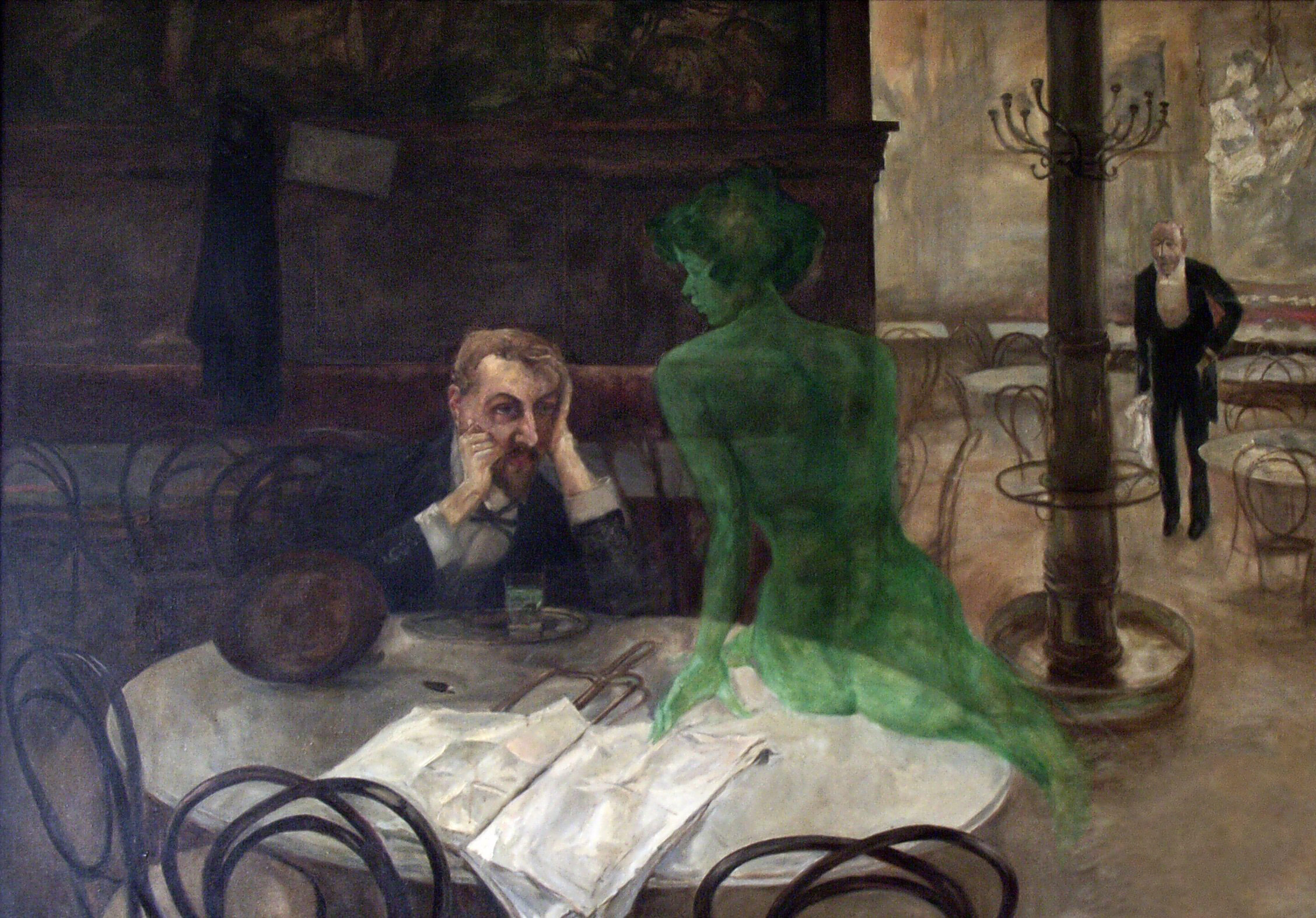
El bevedor d'absenta, (1901) amb al·lusió a la fada verda, obra del pintor txec Viktor Oliva (1861-1928)

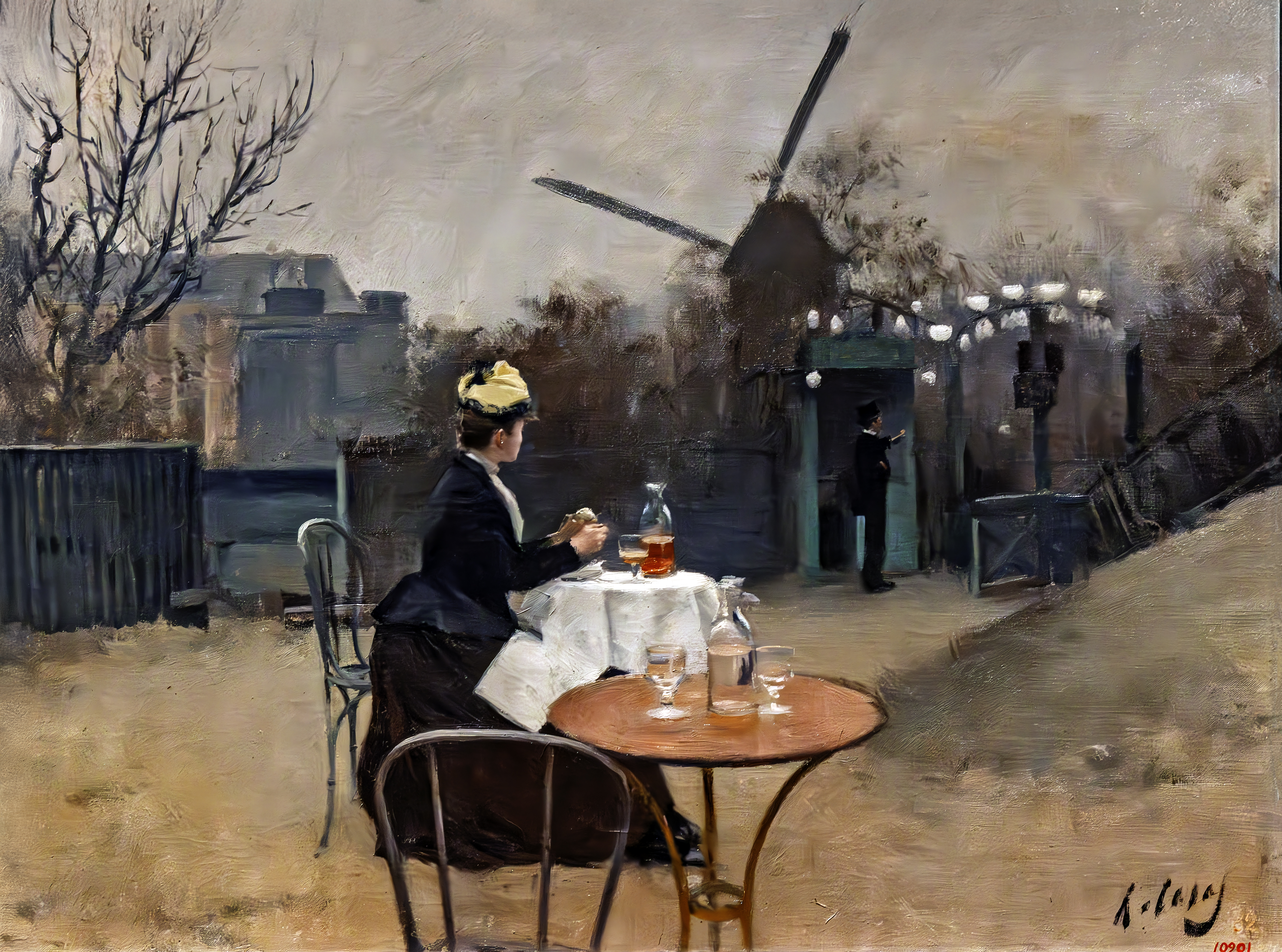
Plein Air (±1890), senyora que beu absenta de Ramon Casas i Carbó

De vegades a l'absenta se l'anomena la reina dels bulevards de París o la Fée Verte (la fada verda) a causa del seus suposats dons màgics i el color verd clar, que es transforma en un color lletós o ennuvolat en el moment d'afegir-hi aigua abans de consumir. Es sol afegir-hi aigua freda que desfà una mica de sucre, l'aigua en rebaixa el grau d'alcohol i allibera aromes i el sucre en redueix l'amargor.
L'absenta és un elixir que prové de Suïssa, però es va popularitzar a França a la belle époque al tombant del segle xix particularment entre els artistes i escriptors parisencs. Va ser exportada als Estats Units per uns empresaris barcelonins on es va fer popular al local Old Absinthe House de Nova Orleans.
A l'acme de la seva popularitat va esdevenir un concurrent comercial per al vi. l'èxit creixent va inspirar productors menys escrupolosos que van fabricar absenta barata molt perjudicial per a la salut. La beguda esdevingué  aleshores símbol d’alcoholisme associat a la criminalitat, la tuberculosi, la violència conjugal i la baixa de la natalitat. Uns casos d'excessos famosos, atribuïts a l'efecte de l'absenta, hi van ajudar: el conflicte entre Paul Verlaine i Arthur Rimbaud, l'orella de Vincent van Gogh, els tirs d'Alfred Jarry, per citar-ne els més coneguts. El sector vinícola amb el suport de l’Església i els poders econòmics van iniciar una etapa de persecució. Uns productors van emigrar a Espanya. Només va ser prohibida durant la dictadura franquista, a començament dels anys 1940. Altres begudes i aperitius, com el vermut, que igual contenen extret de donzell, no van patir cap prohibició.
Es va considerar que era una droga psicoactiva perillosament addictiva, en part gràcies als estudis que va fer el psiquiatre rossellonès Valentin Magnan, als quals va fer dues errors metodològics. Primer, va basar la seva hipòtesi en una prova anecdòtica d'un sol cas clínic. Segon, va fer experiències amb animals en què administrava essència pura de tujona el que és ben diferent de les menudes concentracions presents en les begudes.
El 1915 ja era prohibida en alguns països europeus i als Estats Units.
L'absenta conté tujona, una substància neurotòxica però en quantitats molt més petites que el que es creia a principi de segle xx. És la quantitat (sobretot d'alcohol) que crea el verí, com qualsevol altre espirituós. El 1988, la Unió Europea va publicar una directiva que autoritzava plantes i essències de plantes que contenen tujona. Autoritza 5mg/l fins a 25%, 10 mg/l en begudes amb grau d'alcohol superior i 35mg/l en licors amargues.
De tota manera s'havia continuat produint o important clandestinament als països on era prohibida.

## Preparació

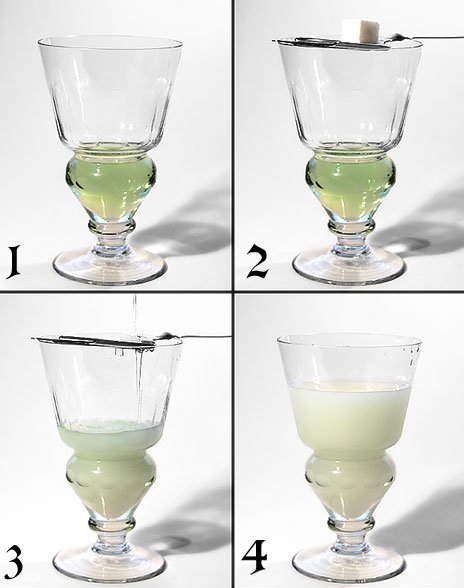
Preparació de l'absenta pel mètode tradicional

La preparació i el ritual és una part important de l'experiència de beure absenta.
Tradicionalment l'absenta se serveix en un got de vidre sobre el qual s'hi col·loca una cullera foradada especialment dissenyada. Al damunt de la cullera, en la part còncava es col·loca un terròs de sucre i tot seguit es vessa aigua frígida a sobre del sucre fins que la beguda es dilueix fins a una proporció d'unes 3 a 5 parts d'aigua per 1 part d'absenta. Durant aquest procés, els components no solubles en aigua, principalment els de l'anís i el fonoll, es desprenen de la solució i ennuvolen la beguda; l'opalescència resultant s'anomena louche (francès ‘tèrbol’).
Afegir aigua és important, donat que exposa una varietat de sabors de les herbes que componen l'absenta i que en estat original són negats pel gust preponderant d'anís. Per a molta gent una absenta de qualitat no requereix sucre, però s'afegeix d'acord amb el gust de cada bevedor.
Amb l'increment de popularitat es varen començar a fer servir les fonts d'absenta, grans gerres amb aigua freda i una base amb diverses aixetes. Aquestes permetien preparar més d'una beguda a la vegada.
Encara que es pot servir en gots normals, també existeixen gots específicament fets per l'absenta, amb una marca o una part inferior bombada que indica la dosi. Fa un maridatge perfecte, igual com el pastís, amb els plats de peix.
| «                                                              | Mascle donzell de la muntanya alta si ets aromàtic també ets amargant, portes el nom d'una deessa antiga i et fas vermut i et fas absenta ardent | » |
| — Celdoni Fonoll i Casanoves, citat per Jaume Fàbrega i Colom: | |   |